# 경로 (위상수학)

R^{2}의 점 A에서 점 B로의 경로. 일반적으로 두 점을 잇는 경로는 여러 개가 있다.

일반위상수학에서, 위상 공간 X 속의 경로(經路, 영어: path 패스[*])는 폐구간 {\displaystyle [0,1]}로부터 {\displaystyle X}로 가는 연속함수이다.

## 정의
{\displaystyle X}가 위상 공간이라고 하자. {\displaystyle X} 속의 경로는 연속 함수 {\displaystyle f\colon [0,1]\to X}이다. 여기서 {\displaystyle [0,1]\subset \mathbb {R} }은 표준적인 위상을 가진 폐구간이다. f(0)을 경로의 시작점(initial point)이라 하고, f(1)을 경로의 끝점(terminal point)이라 한다. 시작점과 끝점이 같은 경로를 고리(영어: loop)라고 한다.
여기에서 주의할 점은, 경로란 단순히 '곡선과 유사한' X의 부분집합을 말하는 것이 아니라, 매개화에 대한 정보도 함께 포함하고 있다는 것이다. 예를 들어 실직선의 f(x) = x와 g(x) = x2은 서로 다른 경로다.

### 유클리드 공간의 경로
유클리드 공간 {\displaystyle \mathbb {R} ^{n}}에서 정의되는 경로는 {\displaystyle \mathbf {c} :\left[a,b\right]\to \mathbb {R} ^{n}}로 정의되는 사상이다. 이러한 경로 {\displaystyle \mathbf {c} }에 대해서 {\displaystyle t}가 {\displaystyle \left[a,b\right]}에서 변할 때 점 {\displaystyle \mathbf {c} \left(t\right)}들의 집합 {\displaystyle C}를 곡선이라 하고 {\displaystyle \mathbf {c} \left(a\right)}와 {\displaystyle \mathbf {c} \left(b\right)}를 곡선 {\displaystyle C}의 끝점이라고 한다. 이때 경로 {\displaystyle \mathbf {c} }는 곡선 {\displaystyle C}를 매개변수화 한다고 한다. 만약 {\displaystyle n=3}이라면 {\displaystyle \mathbf {c} \left(t\right)=\left(x\left(t\right),y\left(t\right),z\left(t\right)\right)}으로 나타낼 수 있는데 이때 {\displaystyle x\left(t\right)}, {\displaystyle y\left(t\right)}, {\displaystyle z\left(t\right)}들을 각각 경로 {\displaystyle \mathbf {c} }의 성분함수들이라고 한다. 3이 아닌 n에 대해서도 같은 방식으로 정의한다.

## 속도와 속력
만약 경로 {\displaystyle \mathbf {c} }가 미분 가능하다면 매 {\displaystyle t}에서의 속도는 다음과 같이 정의된다.
{\displaystyle \mathbf {c} '\left(t\right)=\lim _{h\to 0}{\frac {\mathbf {c} \left(t+h\right)-\mathbf {c} \left(t\right)}{h}}}
보통 그림으로 나타낼 때는 경로 {\displaystyle \mathbf {c} }가 매개변수화하는 곡선 {\displaystyle C}의 각 점을 시작점으로 속도벡터를 그린다. 이때 그 지점에서의 속력은 속도벡터의 크기, 즉 {\displaystyle \left\Vert \mathbf {c} '\left(t\right)\right\|}로 정의한다. 만약 {\displaystyle n=3}이라면 {\displaystyle \mathbf {c} \left(t\right)=\left(x\left(t\right),y\left(t\right),z\left(t\right)\right)}으로 나타날 것이고 어떤 점 {\displaystyle t=t_{0}}에서의 속도는 연쇄법칙에 의하여 {\displaystyle \mathbf {c} '\left(t_{0}\right)=\left(x'\left(t_{0}\right),y'\left(t_{0}\right),z'\left(t_{0}\right)\right)=x'\left(t_{0}\right)\mathbf {i} +y'\left(t_{0}\right)\mathbf {j} +z'\left(t_{0}\right)\mathbf {k} }이며 속력은 이 벡터의 크기인 {\displaystyle \left\Vert \mathbf {c} '\left(t_{0}\right)\right\|={\sqrt {\left(x'\left(t_{0}\right)\right)^{2}+\left(y'\left(t_{0}\right)\right)^{2}+\left(z'\left(t_{0}\right)\right)^{2}}}}이다.

## 접벡터와 접선
속도벡터 {\displaystyle \mathbf {c} '\left(t_{0}\right)}는 {\displaystyle t=t_{0}}일 때 경로 {\displaystyle \mathbf {c} \left(t_{0}\right)}와 접한다. 만약 {\displaystyle \mathbf {c} '\left(t_{0}\right)\neq \mathbf {0} }이라면 {\displaystyle \mathbf {c} '\left(t_{0}\right)}는 경로 {\displaystyle \mathbf {c} }로 매개변수화된 곡선 {\displaystyle C}의 {\displaystyle t=t_{0}}에서의 접벡터이다. 그리고 {\displaystyle \mathbf {c} \left(t_{0}\right)}로부터 이 접벡터 방향으로 뻗어나가는 직선을 {\displaystyle t=t_{0}}에서의 접선이라고 한다. 이 직선은 다음과 같은 경로 {\displaystyle \mathbf {l} }로 매개변수화되어있다.
{\displaystyle \mathbf {l} \left(t\right)=\mathbf {c} \left(t_{0}\right)+\left(t-t_{0}\right)\mathbf {c} '\left(t_{0}\right)}

## 참고 문헌
- Jerrold E. Marsden, Anthony J. Tromba (2003). 《Vector Calculus(Fifth Edition)》. W. H. Freeman and Company. ISBN 0-7167-4992-0.